# زمین‌لرزه ۳ اکتبر ۱۹۷۴ پرو
زمین‌لرزه پرو  در تاریخ ۳ اکتبر ۱۹۷۴ میلادی، برابر با ‎۱۱ مهر ۱۳۵۳، ساعت ۱۴:۲۱:۲۹ به زمان یوتی‌سی در پرو رخ داد. ژرفای این زلزله ۳۵٫۸ کیلومتر بود، و بزرگی آن ۷٫۶ در مقیاس Ms اعلام شده‌است. زمین‌لرزه به وقت محلی در روز پنج‌شنبه، ساعت ۹ روی داده و منطقه زمانی آن یوتی‌سی -۵ بوده‌است .
سازمان زمین‌شناسی آمریکا نیز رومرکز این زمین‌لرزه را در مختصات ۱۲°۱۵′۵۴″جنوبی ۷۷°۴۷′۴۲″غربی / ۱۲٫۲۶۵°جنوبی ۷۷٫۷۹۵°غربی و ژرفای آنرا در ۱۳ کیلومتر گزارش کرده است. بزرگی برگزیدهٔ این سازمان از میان بزرگیهای محاسبه‌شدهٔ مختلف ۷٫۶ در مقیاس Ms بوده و از دید اثر، در میان چهار دسته‌بندی «نامحسوس»، «محسوس»، «زیان‌آور» یا «با تلفات»، زلزله را «با تلفات» اعلام کرده‌است.سونامی نیز در این زلزله گزارش شده‌است.
شمار کشتگان زلزله حدود ۷۸ نفر بوده‌است.تعداد زخمیان ۲۴۱۴ نفر برآورده شده‌است.